# Políticamente incorrectos
Políticamente incorrectos es una película española de comedia y sátira política dirigida por Arantxa Echevarría, escrita por Olatz Arroyo, y protagonizada por Adriana Torrebejano y Juanlu González. Fue estrenada en cines españoles el 23 de febrero de 2024, con distribución de DeAPlaneta.

## Trama
En una España totalmente polarizada y que hierve de crispación, los partidos Nueva Izquierda y España Liberal se enfrentan en las próximas elecciones generales. Laura (Adriana Torrebejano), una progre perro flauta, y Pablo (Juanlu González), un pijo con fachaleco, están dispuestos a revolcarse en el fango político para conseguir la victoria de sus respectivos líderes. Pero como ocurre siempre en política, cuando los rivales se lanzan a la arena, nada sale como se espera.

## Reparto
- Adriana Torrebejano como Laura Vázquez
- Juanlu González como Pablo Merino
- Gonzalo de Castro como Alfonso Bravo
- María Hervás como Lourdes
- Elena Irureta como Victoria Silvela
- Pepa Aniorte como Cristina López
- Raúl Cimas como Hernando
- Rafa Maza como Asesor Victoria

## Producción
En julio de 2023, se anunció que el rodaje de la película de comedia Políticamente incorrectos había comenzado su rodaje, bajo la dirección de Arantxa Echevarría y con Adriana Torrebejano y Juanlu González de protagonistas. El rodaje de la película concluyó en la segunda semana de agosto de 2023. Entre las localidades que acogieron el rodaje de la película se incluyen Segovia y Horcajuelo de la Sierra.

## Lanzamiento y marketing
Durante la presentación de sus próximas producciones en el festival de San Sebastián, una de las productoras de la película, Atresmedia Cine, anunció que la película se estrenaría en cines españoles el 23 de febrero de 2024.

## Recepción

### Taquilla
En su primera semana, Políticamente incorrectos se estrenó en 326 cines, coincidiendo principalmente con los estrenos de Guardianes de la noche: Kimetsu No Yaiba - Rumbo al entrenamiento de los pilares, Guardianes del museo, Horror Park y Secretos de un escándalo, entre otras cintas.

### Crítica
Políticamente incorrectos ha recibido críticas mixtas por parte de los críticos. Javier Ocaña de El País le dio una crítica negativa a la película, diciendo que el concepto de sátira política "le viene tan enorme que habrá que reducirlo" y que "apenas hay reflexión política ni social más allá de un cargamento de clichés que podría soltar cualquier troll en una mala tarde de redes sociales", además de calificarla como "oportunidad perdida", describir su primera media hora como "infame" y decir del humor que "entre decenas de chistes verbales y de gags físicos, apenas un par de ellos hacen diana". Oti Rodríguez Marchante de ABC le dio a la película dos estrellas de cinco, diciendo que "No llega [...] muy lejos en intención ni en análisis", aunque también le dio crédito en que "en nuestra realidad de muros y trincheras, se puede ver como una pequeña y graciosa parábola". José María Aresté de deCine21 fue aún más duro, dándole a la cinta un 3 de 10, diciendo que "podría haber sido una película con mucha mala leche, que hiciera sangre de la España cada vez más polarizada" pero que, en su lugar "se decanta por un desarrollo previsible y buenista, donde se apunta a que sería deseable que la izquierda y la derecha se entendieran" y que "en el camino se quedan las tontas escenas de revolcones [...] y muchas bromas facilonas", concluyendo que "quien crea que la idea de este film es novedosa, quizá deba revisar los filmes de Mariano Ozores".
Juana Samanes de Diario Palentino le dio a la película dos estrellas de cinco, diciendo que el largometraje "es desequlibrado argumentalmente desde el momento en que son parodiados y fácilmente reconocibles personajes de la derecha española, no así de la izquierda" y que lo mejor de la cinta son "las interpretaciones de su reparto". Pedro de Frutos de El Ónfalos le dio a la película un 5 de 10, diciendo que el punto de partida es "interesante" y la película "va de menos a más", pero también que "decididamente, a Arantxa Echevarría le va mejor el drama" y que su secuencia entre créditos es "quizás, [...] la peor vista en mucho tiempo". Yoel González de Contraste le dio a la película tres estrellas de cinco, diciendo que "sirve como espejo de nuestra sociedad y, en concreto, de nuestra clase política y los medios que la acompañan" y apreciando que la cinta "nos hace conscientes de una necesidad de un cambio comunal y, al mismo tiempo, logra [...] ser una correcta propuesta de entretenimiento".
Sergio F. Pinilla de Cinemanía le dio a la cinta tres estrellas de cinco, diciendo que "resulta graciosa desde el principio", aunque también lamentó su "escaso colmillo". Salvador Llopart de La Vanguardia le dio a la película tres estrellas de cinco, describiéndola como una "astuta parodia del mundo político que se ríe de todos y de todo" y destacando su retrato de la política "como un juego de espejos deformantes, donde se reconocen actitudes del momento". Carmen L. Lobo de La Razón le dio a la película tres estrellas de cinco, elogiando su reparto, en especial a una "esperanzada" Elena Irureta, y describiendo su epílogo como "lo más increíble" de la película, aunque también criticó la escena poscréditos como "lo menos creíble" de la película.Martín Ortiz de El Palomitrón dijo de los dos actores principales de la película, Adriana Torrebejano y Juanlu González, que "despiertan toda la simpatía del espectador" elogió sobre todo a Irureta, aunque también lamentó que "quizás han buscado demasiado la marca blanca para no enfadar a nadie", concluyendo que les gustará a los que "[les] gustan las comedias románticas sin muchas pretensiones".